# Guanba (sockenhuvudort i Kina, Sichuan Sheng, lat 32,60, long 106,96)
Guanba (kinesiska: 关坝) är en sockenhuvudort i Kina. Den ligger i provinsen Sichuan, i den sydvästra delen av landet, omkring 350 kilometer nordost om provinshuvudstaden Chengdu. Antalet invånare är 5 574. Befolkningen består av 2 742 kvinnor och 2 832 män. Barn under 15 år utgör 22,0 %, vuxna 15-64 år 67 %, och äldre över 65 år 10,0 %.
Runt Guanba är det ganska tätbefolkat, med 172 invånare per kvadratkilometer. Närmaste större samhälle är Qiaoting, 15,7 km söder om Guanba. I omgivningarna runt Guanba växer i huvudsak blandskog.
Genomsnittlig årsnederbörd är 1 295 millimeter. Den regnigaste månaden är september, med i genomsnitt 282 mm nederbörd, och den torraste är december, med 3 mm nederbörd.